# Creo Elements/Direct Modeling
Creo Elements/Direct Modeling è un software professionale di modellazione tridimensionale non parametrica 3D-CAD della Parametric Technology Corporation.

## Storia
Fino al novembre 2008 si chiamava OneSpace Modeling, come integrazione del software della CoCreate Software GmbH chiamato CoCreate Modeling. Alla fine di ottobre 2010 la produzione software di Creo rinomina il programma nel suo nome attuale. Lo sviluppo nasce negli anni novanta come SolidDesigner della filiale tedesca della Hewlett-Packard CoCreate in Germania.
È usato nell'industria meccanica e elettrotecnica. Con il Dynamic Modeling, non si ha una storia del modello con parametri.

## Versioni
- Creo Elements/Direct Modeling - commerciale
- Creo Elements/Direct Modeling Express - uso privato senza lucro

## Applicativi
Surfacing, Sheet Metal, Advanced Design, Cabling, Mold Base, Finite Element Analysis, Part Library, 3D Access

## Formato file
- .bdl - Bundle files
- .pkg - Package files
- .pk2 - Personal Edition
- .sd - Assembly files
- .sdc - Assembly contents files
- .sdp - Part files
- .sdpc - Part contents files
- .ses - Session files
- .rec - Recorder files
- .fix - Dimension fix files
- .tol - Tolerance files
- .lwa - Lightweight assembly files
- .env - Environment files